# Consell Nacional de la Discapacitat
El Consell Nacional de la Discapacitat és un òrgan consultiu creat amb l'article 15.3 de la Llei 51/2003, de 2 de desembre, d'igualtat d'oportunitats, no-discriminació i accessibilitat universal de les persones amb discapacitat. Està adscrit al Ministeri de Treball i Assumptes Socials. La norma que desenvolupà la regulació d'aquest òrgan és el Reial Decret 1865/2004, de 6 de setembre.
El seu objectiu és institucionalitzar la col·laboració de les organitzacions que representen les persones discapacitades per a fer un seguiment i creació de les polítiques que afecten aquest col·lectiu.